# Coleacarus lithops
Coleacarus lithops är en spindeldjursart som beskrevs av Meyer 1979. Coleacarus lithops ingår i släktet Coleacarus och familjen Tenuipalpidae. Inga underarter finns listade i Catalogue of Life.